# Tharyx retierei
Tharyx retierei är en ringmaskart som beskrevs av Lechapt 1994. Tharyx retierei ingår i släktet Tharyx och familjen Cirratulidae. Arten har ej påträffats i Sverige. Inga underarter finns listade i Catalogue of Life.